# 食品表示診断士
食品表示診断士（しょくひんひょうじしんだんし）は、飲食料品に記載されている食品ラベルの表示についての知識を持つ者として、食品表示検定協会が認定する資格である。JAS協会公認。
食品を購入する際、ラベルに記載されている食品表示について正しく理解し読みととること、また、食関連事業者が、食品表示ラベルを記載する際正しい食品情報を記載できることを目的としている。数々の食品偽装事件や、異物・薬品の混入事件からなる食の安全、また近年問題となっている食物アレルギーや食品添加物、また健康に対する関心の高まりから注目されている栄養補助食品など、あらゆる食の問題を正しく理解し、商品の流通と選択に役立てる。

## 資格取得
- 試験日 - 年1回
- 受講資格 - 初級・中級は資格なし、上級は中級取得者のみ